# Nice et Savoie (ouvrage)
Nice et Savoie, dont le titre complet est Nice et Savoie : sites pittoresques, monuments, description et histoire des départements de la Savoie, de la Haute-Savoie et des Alpes-Maritimes (ancienne province de Nice) réunis à la France en 1860, est un ouvrage commandé par Napoléon III après le rattachement du duché de Savoie et du comté de Nice à la France, à la suite du traité de Turin. 

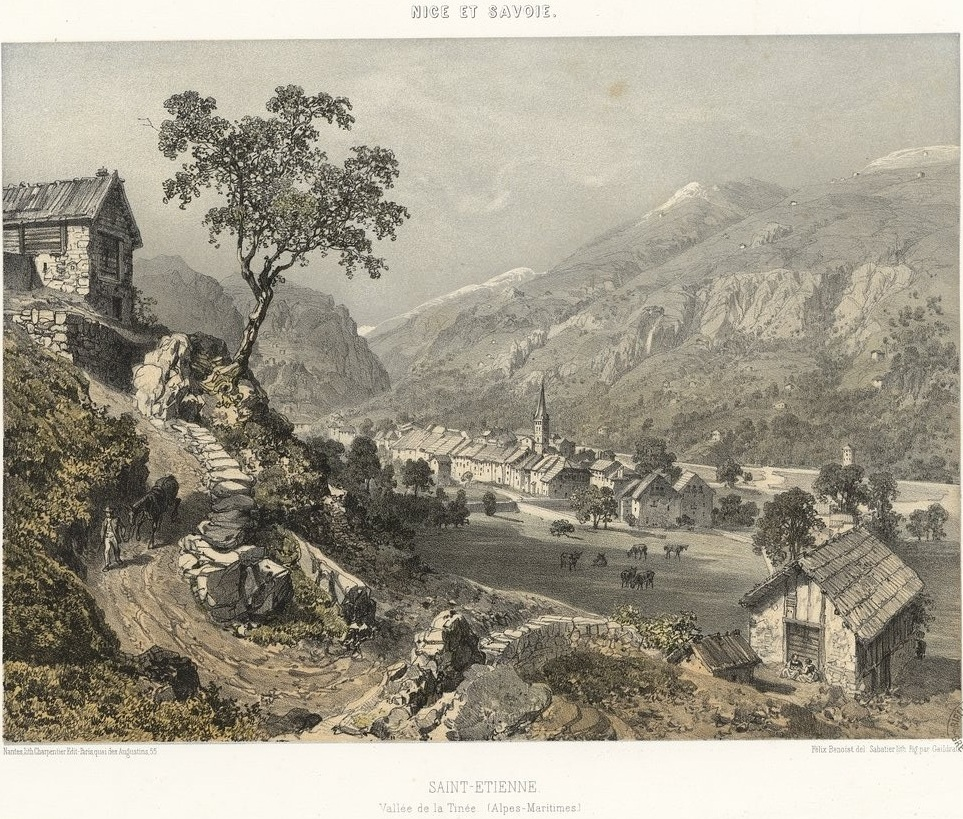
Lithographie de Saint-Étienne-de-Tinée issue de l'ouvrage, par Félix Benoist.

L'ouvrage, constitué comme un luxueux prospectus destiné à la bourgeoisie française,, a pour but de faire découvrir les départements nouvellement créés et leurs sites les plus fameux. Il est édité en 1864, et réédité plusieurs fois depuis cette date.
Le contrat de rémunération de Joseph Dessaix par Henri Charpentier fera par la suite l'objet d'un désaccord entre eux, qui se réglera devant les tribunaux.

## Auteurs et éditeur
L'ouvrage est rédigé par Joseph Dessaix, écrivain savoyard, et Xavier Eyma. Il est illustré par des lithographies de Felix Benoist. Le premier tirage de 1864 est édité par Pierre Henri Charpentier.

## Contenu
L'ouvrage, précédé d'une introduction de Alexis de Jussieu, se divise ensuite en 3 parties, traitant des départements de la Haute-Savoie, de la Savoie et des Alpes-Maritimes. Chacun de ces départements est ensuite présenté par arrondissement. De nombreuses lithographies illustrent les paysages et lieux d'intérêt.